# Ilmtal
Ilmtal é uma vila e antigo município da Alemanha localizado no distrito de Ilm-Kreis,  no estado da Turíngia. Desde julho de 2018, forma parte do município de Stadtilm.